# Glena grisearia
Glena grisearia är en fjärilsart som beskrevs av Augustus Radcliffe Grote 1883. Glena grisearia ingår i släktet Glena och familjen mätare. Inga underarter finns listade i Catalogue of Life.